# قرار مجلس الأمن التابع للأمم المتحدة رقم 1424
قرار مجلس الأمن التابع للأمم المتحدة رقم 1424، المتخذ بالإجماع في 12 تموز / يوليو 2002، بعد الإشارة إلى القرارات السابقة بشأن كرواتيا، بما في ذلك القرارات 779 (1992)، 981 (1995)، 1088 (1996)، 1147 (1998)، 1183 (1998)، 1222 (1999)، 1252 (1999)، 1285 (2000)، 1307 (2000)، 1357 (2001)، 1362 (2001) و1387 (2002)، أذن المجلس لبعثة مراقبي الأمم المتحدة في بريفلاكا بمواصلة رصد نزع السلاح في منطقة شبه جزيرة بريفلاكا في كرواتيا لمدة ثلاثة أشهر حتى 15 أكتوبر 2002.
ورحب مجلس الأمن بالهدوء والاستقرار في شبه جزيرة بريفلاكا، وشجعه علمه أن كرواتيا وجمهورية يوغوسلافيا الاتحادية اتفقتا على إنشاء لجنة معنية بالحدود. وأشار أن وجود بعثة مراقبي الأمم المتحدة في بريفلاكا ساهم بشكل كبير في الحفاظ على الظروف المواتية لتسوية النزاع.
ورحب القرار بأن كرواتيا وجمهورية يوغوسلافيا الاتحادية (صربيا والجبل الأسود) تحرزان تقدما في تطبيع العلاقات بينهما. وحث كلا الطرفين على وقف انتهاكات نظام التجريد من السلاح، والتعاون مع مراقبي الأمم المتحدة، وضمان حرية الحركة الكاملة للمراقبين. وطُلب من الأمين العام كوفي عنان تقديم تقرير إلى المجلس بحلول 15 تشرين الأول / أكتوبر 2002. وحث كلا الطرفين على تكثيف الجهود من أجل التوصل إلى تسوية تفاوضية لنزاع بريفلاكا؛ وستتم مراجعة مدة ولاية البعثة إذا أبلغت الأطراف المجلس بالتوصل إلى تسوية.

## روابط خارجية
- نص القرار في undocs.org